# Edifici del Marítim
El Marítim és un històric bar de Cadaqués fundat el 1935 per Pere Figueras a primera línia del passeig. Al llarg dels seus anys d'història, s'ha convertit en un punt de referència de personatges il·lustres i ha sigut un punt de trobada de moviments culturals dels anys 30. El 2018, el Consell Comarcal de l'Alt Empordà el va declarar Bé Cultural d'Interès Local (BCIL).
La representant literària Carme Balcells, s'hi reunia amb els escriptors Vargas Llosa, Terenci Moix i Gabriel García Márquez qui el va descriure com un "populós i sòrdid bar de la Gauche Divine en el crepuscle del franquisme" en un relat del seu llibre «Dotze contes pelegrins». Josep Pla hi tenia una taula reservada; i Dalí i Gala tenien un amarrador reservat davant del local, on deixaven la barca. Altres com Joan Vinyoli, Marcel Duchamp, Richard Hamilton, Kirk Douglas o Tacita Dean també van anar al Marítim per escriure, crear o conversar. El cineasta Albert Serra, juntament amb el propietari del bar, Huc Malla, i l'escriptor Vicenç Altaió organitzen la nit d'homenatge que cada any celebra el Marítim.